# ドナルドのポリスマン
『ドナルドのポリスマン』（原題：Officer Duck）は、ウォルト・ディズニー・プロダクション（現：ウォルト・ディズニー・カンパニー）が制作したアニメーション短編映画作品。公開は1939年10月10日。ドナルドダック・シリーズの第18作である。

## あらすじ
パトロールカーで居眠り中、もとい街を警備中のドナルドダック巡査のもとに無線通信が入った。内容は付近にいるタイニー・トムという容疑者を捕まえろというもの。タイニー（tiny）という名前から小さい相手だと判断したドナルドは楽な仕事と思い込み、楽勝気分でパトカーを走らせた。
指定された番地の家に着いたドナルドが威勢よく玄関のドアを叩くと、現れたのは粗暴な大男。男に「小さいタイニー・トムはどこだ」と問い詰めるドナルドだったが、タイニー・トムはこの大男のことだった。急に弱気になり冷や汗を流すドナルドはおずおずとあなたを逮捕すると言い出すも、「俺は留守だ、出直せ」と脅かされ、家を追い出されてしまった。タイニー・トムを逮捕するためドナルドはある作戦を立てる。
タイニー・トムは警察を警戒し銃を構えていた。再びドアがノックされ、銃を乱発しながらドアを開けると、そこにはアヒルの赤ん坊の変装をしたドナルドが。添えられていた手紙には、「この赤ん坊は君の古い友達の子供だ」と書かれていた。ドナルドの作戦とは、赤ん坊のふりをしてトムに近づき、油断したスキに逮捕するというものだったのだ。

## スタッフ
- 製作：ウォルト・ディズニー
- 監督：クライド・ジェロニミ
- 作画：エド・ラヴ、アル・ユースター

## キャスト
| キャラクター   | 原語版               | 旧吹き替え版 | 新吹き替え版 |
| -------------- | -------------------- | ------------ | ------------ |
| ドナルドダック | クラレンス・ナッシュ | 関時男       | 山寺宏一     |
| タイニー・トム | ビリー・ブレッチャー | 内田稔       | 大平透       |
| 無線           | ？                   | 江原正士     | 茶風林       |
| ナレーター     | -                    | 江原正士     | -            |

## 日本での公開

### 収録
- 『ドナルド・ダック!! ドナルド・ダックのガーガー大旋風』（VHS、ポニー・バンダイ、旧吹き替え版）
- 『ドナルドダック・クロニクル Vol.1 限定保存版』（DVD、ウォルト・ディズニー・スタジオ・ホーム・エンターテイメント、新吹き替え版）